# Erica oreophila
Erica oreophila är en ljungväxtart som beskrevs av Guthrie och Bolus. Erica oreophila ingår i släktet klockljungssläktet, och familjen ljungväxter. Inga underarter finns listade i Catalogue of Life.